# Технічний ліцей міста Києва
Технічний ліцей міста Києва (до 2003 року — Дарницький технічний ліцей, також відомий як Технічний ліцей Дніпровського району) — це середній навчальний заклад ІІ-ІІІ ступеня в місті Києві з поглибленим вивченням предметів фізико-математичного, хіміко-біологічного та інформаційного напрямку.

## Історія
Технічний ліцей було відкрито в 1992 році на базі Дарницького міжшкільного навчально-виробничого комбінату.

## Спеціальності
Прийом здійснюється за результатами математичної олімпіади.
Протягом двох або п'яти років навчання (вступ після 6 або 9 класу) ліцеїсти поглиблено вивчають математику, фізику та інформатику. Ведеться допрофесійна підготовка за такими спеціалізаціями:
- інженерна механіка;
- програмування;
- автоматизація та комп'ютеризація виробництва;
- технологія виготовлення одягу;
- хімічні технології;
- економіка сучасного виробництва.

## Рейтинг
У 2019 році ліцей зайняв 18-е місце серед 455 шкіл Києва за результатами ЗНО за версією сайту Освіта.ua. У 2020 році за цим же рейтингом був 11-м.
За рейтингом сайту DOU ліцей зайняв 62-е місце за ЗНО серед усіх шкіл України 2020 року та 50-те середньозважене місце за 3 роки.